# Saint-Martin-de-Connée
Saint-Martin-de-Connée is een plaats en voormalige gemeente in het Franse departement Mayenne in de regio Pays de la Loire en telt 411 inwoners (2005). De plaats maakt deel uit van het arrondissement Mayenne.

## Geschiedenis
Saint-Martin-de-Connée maakte deel uit van het kanton Bais tot dit op 22 maart 2015 werd opgeheven en de gemeenten werden opgenomen in het kanton Évron. Op 1 januari 2021 fuseerde Saint-Martin-de-Connée met Saint-Pierre-sur-Orthe en Vimarcé tot de commune nouvelle Vimartin-sur-Orthe.

## Geografie
De oppervlakte van Saint-Martin-de-Connée bedraagt 19,5 km², de bevolkingsdichtheid is 21,1 inwoners per km².
De onderstaande kaart toont de ligging van Saint-Martin-de-Connée met de belangrijkste infrastructuur en aangrenzende gemeenten.

## Demografie
Onderstaande figuur toont het verloop van het inwonertal (bron: INSEE-tellingen).

Saint-Martin-de-Connée · Saint-Pierre-sur-Orthe · Vimarcé